# Municipio de Lambert
El municipio de Lambert (en inglés: Lambert Township) es un municipio ubicado en el condado de Red Lake en el estado estadounidense de Minnesota. En el año 2010 tenía una población de 129 habitantes y una densidad poblacional de 1,39 personas por km².

## Geografía
El municipio de Lambert se encuentra ubicado en las coordenadas 47°48′14″N 95°54′9″O / 47.80389, -95.90250. Según la Oficina del Censo de los Estados Unidos, el municipio tiene una superficie total de 92.64 km², de la cual 92,64 km² corresponden a tierra firme y (0 %) 0 km² es agua.

## Demografía
Según el censo de 2010, había 129 personas residiendo en el municipio de Lambert. La densidad de población era de 1,39 hab./km². De los 129 habitantes, el municipio de Lambert estaba compuesto por el 98,45 % blancos y el 1,55 % eran de una mezcla de razas. Del total de la población el 0 % eran hispanos o latinos de cualquier raza.